# Gustaf Adolf Kalmberg
Gustaf Adolf Kalmberg, född 2 februari 1804, död 10 november 1855 i Helsingfors, var en finländsk officer.
Han var son till Göran Fredrik Kalmberg (1765–1808) och Anna Charlotta Cederblad (1774–1862). Han hade fyra syskon: Fredrika Charlotta (1794–1882), Gustava Vilhelmina (1796–1822), Johan Fredrik (1797–1798) och Fredrik Vilhelm (1799–1813). Han gifte sig 27 augusti 1846 i katedralkyrkan i Jelgava i nuvarande Lettland med friherrinnan Maria Charlotta Vilhelmina von der Brinken (1828–1899).
Han deltog i Kaukasiska kriget och var bland annat kadett vid finska topografiska kåren, fänrik vid kejsarens svit, överstelöjtnant i ryska generalstaben och överste i generalstaben.
På Etnografiska museet i Stockholm finns 12 tungusiska föremål insamlade i Sibirien av Kalmberg, först donerade 1888–1890 till Nordiska museet av hans hustru.

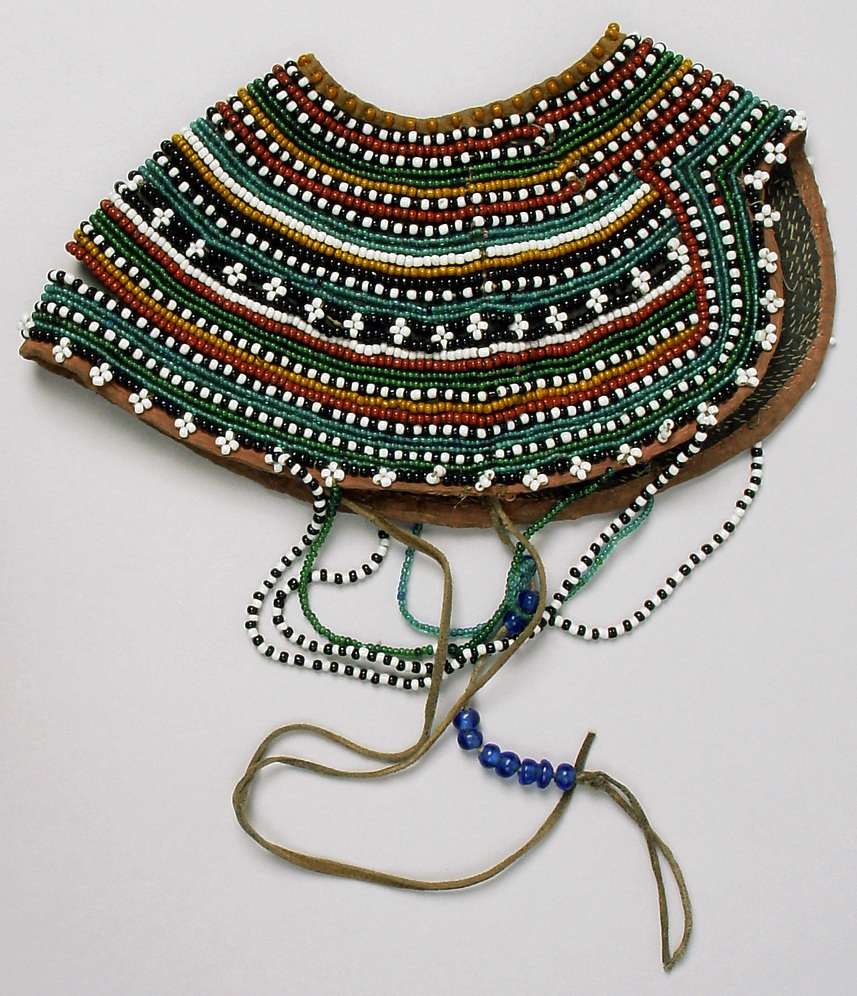
Tungusisk mössa, ur Etnografiska museets samlingar.